# Justiça (1.ª temporada)
A primeira temporada de Justiça, uma série de televisão dramática e antológica brasileira, foi produzida pela TV Globo e exibida entre 22 de agosto e 23 de setembro de 2016, no horário das 22 horas. Escrita por Manuela Dias, com colaboração de Mariana Mesquita, Lucas Paraizo e Roberto Vitorino, conta com direção de Isabella Teixeira, Luísa Lima, Marcus Figueiredo e Walter Carvalho, e com direção geral e artística de José Luiz Villamarim.
Sem um protagonista definido, cada dia da semana retrata diferentes tramas que se cruzam, contando com Débora Bloch, Marina Ruy Barbosa, Jesuíta Barbosa, Adriana Esteves, Jéssica Ellen, Cauã Reymond, Drica Moraes, Antonio Calloni, Julia Dalavia, Camila Márdila, Cássio Gabus Mendes, Enrique Díaz, Marjorie Estiano, Luisa Arraes, Vladimir Brichta, e Leandra Leal nos papéis principais.

## Premissas
Toda a série se passa no Recife, capital de Pernambuco. Nela é contada uma trama em cada dia da semana, onde se desenrola a busca por justiça.

### Segunda-feira (Vicente Menezes)
É exibido o caso de Elisa (Débora Bloch) que não supera a morte da filha, Isabela (Marina Ruy Barbosa), assassinada pelo noivo Vicente (Jesuíta Barbosa) que a flagra o traindo com o ex-namorado. Depois de liberto, tenta conseguir o perdão da ex-sogra e seguir a vida, agora casado com Regina (Camila Márdila).

### Terça-feira (Fátima Libéria do Nascimento)
Mostra-se a vida de Fátima (Adriana Esteves), doméstica que matou o cachorro do policial Douglas (Enrique Díaz), por morder seu filho, e acaba por ser incriminada por tráfico. Quando é solta pretende reconstruir a família, mas o marido Waldir (Ângelo Antônio) faleceu, seu filho Jesus (Bernardo Berruezo/Tobias Carrieres) se torna morador de rua e a filha Mayara (Letícia Braga/Julia Dalavia) se torna uma garota de programa.

### Quinta-feira (Rose Silva dos Santos)
Mostra o desenrolar das amigas Rose (Jéssica Ellen) e Débora (Luisa Arraes), em que a primeira é presa com drogas dos amigos, enquanto a segunda é liberada. Após este fato, durante uma festa de carnaval, Débora é estuprada e quando reencontra a amiga sete anos mais tarde, parte em busca do homem que a violentou.

### Sexta-feira (Maurício de Oliveira)
Exibe-se o caso de Maurício (Cauã Reymond), preso por eutanásia após matar sua esposa Beatriz (Marjorie Estiano), atropelada por Antenor (Antonio Calloni) durante fuga com o dinheiro roubado do sócio — Antenor fugiu sem prestar socorro. Quando sai da prisão, Maurício se aproxima de Vânia (Drica Moraes), esposa problemática de Antenor, agora candidato a Governador do Estado.

## Elenco
Em ordem de exibição semanal
Segunda-feira
- Débora Bloch como Elisa de Almeida[7]
- Marina Ruy Barbosa como Isabela de Almeida[8]
- Jesuíta Barbosa como Vicente Menezes[9]
- Camila Márdila como Regina Menezes[10]
- Cássio Gabus Mendes como Heitor Diniz[10]
- Priscila Steinman como Sara[11]
- Luiz Carlos Vasconcelos como Euclydes Menezes[10]
- Pedro Nercessian como Téo Ferraz[12]
- Giovana Echeverria como Vanessa[12]
- Pedro Lamin como Otto[13]
- Fabiana Ferreira como Isabela Menezes
- Cláudio Ferrario como Silas

Terça-feira
- Adriana Esteves como Fátima Libéria do Nascimento[14]
- Julia Dalavia como Mayara do Nascimento / Suzy[15]
  - Letícia Braga como a versão criança de Mayara do Nascimento
- Tobias Carrieres como Jesus do Nascimento[16]
  - Bernardo Berruezo como a versão criança de Jesus do Nascimento
- Leandra Leal como Arlete / Kellen Aparecida* [17]
- Enrique Díaz como Douglas[18]
- Ângelo Antônio como Waldir do Nascimento[19]
- Júlio Andrade como Firmino Maia[20]
- Leandro Léo como Dez Por Cento[21]
- Clarissa Pinheiro como Irene
- Alex Patrício Filho como Igor
- Márcio Fecher como Falcão
- Glauber Amaral como Jeferson
- Nicholas Bauer como Hans

Quinta-feira
- Jéssica Ellen como Rose Silva dos Santos[22]
- Luisa Arraes como Débora Carneiro[23]
- Vladimir Brichta como Celso[24]
- Igor Angelkorte com Marcelo Cavalcante[2]
- Teca Pereira como Zelita Silva dos Santos[2]
- Fernanda Vianna como Lucy Carneiro[2]
- Pedro Wagner como Osvaldo Maia
- Murilo Sampaio como Tércio
- Carlos Feroli como CB
- Magdale Alves como Elvira
- Karine Teles como Cristina

Sexta-feira
- Cauã Reymond como Maurício Pereira de Oliveira[25]
- Marjorie Estiano como Beatriz Vieira Pugliesi[26]
- Antônio Calloni como Antenor Ferraz[27]
- Drica Moraes como Vânia Ferraz[28]
- Mayara Millane como Tânia
- Joana Gatis como Lovilace
- Mariah Teixeira como Ariel
- Mohana Uchoa como Kika
- Nataly Rocha como Domênica
- Albert Tenório como Serge

## Produção

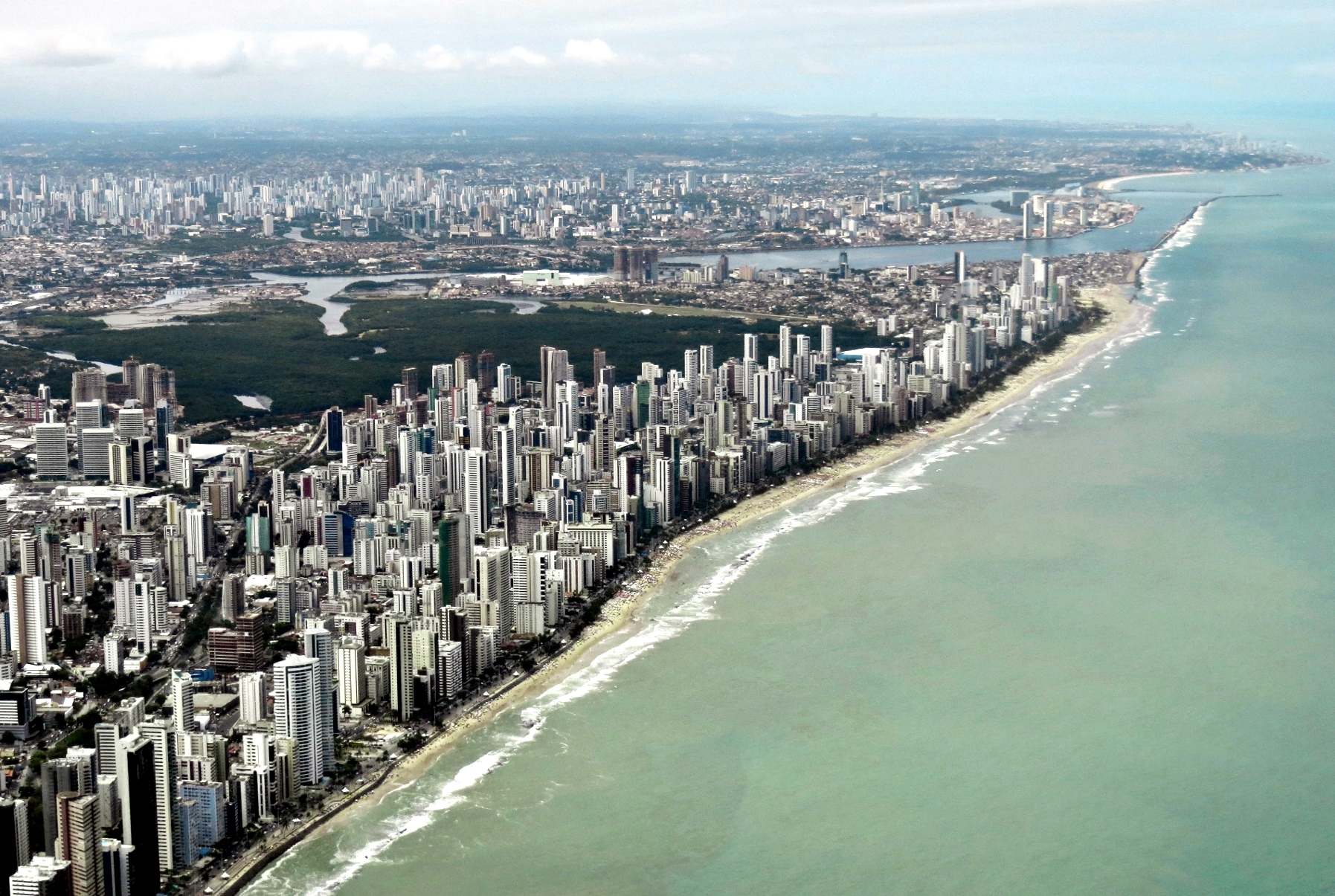
Orla do Recife, onde mora a personagem Elisa (Débora Bloch) e onde Rose (Jéssica Ellen) foi presa.

Justiça foi gravada no Recife, num esforço da TV Globo para ambientar algumas de suas produções fora do eixo Rio-São Paulo. Segundo o diretor, a capital pernambucana foi escolhida devido à sua distribuição de renda, que é muito desigual, dando mais veracidade à minissérie. Para Villamarim, "Recife é uma síntese do Brasil".
No município, a Praia do Pina, a Praia de Boa Viagem, o Teatro de Santa Isabel, o Palácio do Campo das Princesas, o Mercado de São José, o icônico Edifício Holiday, dentre outros logradouros e construções, serviram como locações.
Em Olinda, algumas ruas serviram de ambientação como a Ladeira da Misericórdia, dentre outras, assim como o Largo do Amparo. Em Jaboatão dos Guararapes, foi utilizada a Praia Barra de Jangada.
A forma de contar a trama, que tem quatro histórias paralelas que se cruzam, já foi utilizada no cinema, em filmes como Short Cuts - Cenas da Vida, Crash e Babel. A preparação do elenco foi feita com Chico Accioly e o rabino Nilton Bonder.

### Vinheta de abertura
| “                                                                         | A ideia foi trazer um formato diferente onde a experiência do espectador ao interpretar de forma livre esse tempo em que é exposto a essas cenas é parte da proposta. | ” |
| — Alexandre Romano, um dos criadores da vinheta, explicando seu conceito. | |   |

Captura da vinheta do primeiro episódio, que apresenta um plano do edifício Holiday, no Recife.

Criada por Alexandre Romano, Flavio Mac Menezes e Christiano Calvet, Justiça conta com vinte aberturas diferentes, uma por capítulo. Cada abertura é caracterizada por ter somente um única tomada de determinada paisagem, vistas sob enquadramentos diferentes. Ao explicar esse conceito, Romano diz que essa ideia "força o espectador a uma reflexão sobre aquele momento, sobre a vida daquela pessoa ou sobre a própria situação que, apesar de cotidiana e real, nem sempre é percebida". As imagens foram registradas em Recife durante quatro dias e apresentam "espaços vazios, ângulos mais opressores ou até claustrofóbicos". A respectiva trilha instrumental foi produzida por Eduardo Queiroz. A iniciativa recebeu nota dez da jornalista Patrícia Kogut, em sua coluna do jornal O Globo.

## Episódios
| N.º na série | N.º na temp. | Título        | Dirigido por                                                      | Escrito por                                                      | Exibição original      | Audiência (milhões) |
| --- | ------------ | ------------- | ----------------------------------------------------------------- | ---------------------------------------------------------------- | ---------------------- | ------------------- |
| 1 | 1            | "Episódio 1"  | Isabella Teixeira, Luísa Lima, Marcus Figueiredo, Walter Carvalho | Manuela Dias, Mariana Mesquita, Lucas Paraizo e Roberto Vitorino | 22 de agosto de 2016   | 29.6 pontos         |
| Em 2009, Isabela é uma menina rica noiva de Vicente, filho de Euclydes Menezes, rico dono de uma empresa pública de ônibus. A mãe, Elisa, não tem certeza se a filha é realmente destinada a Vicente, e o jovem sente ciúmes de Otto, ex-namorado de Isabela. Enquanto isso, Antenor, sócio de Euclydes, rouba uma grande quantia em dinheiro e vai embora, deixando a empresa à beira da falência e provocando uma greve entre os funcionários. Incapaz de ver um bom futuro para si, Vicente começa a beber e chega em casa apenas para pegar Isabela no banho com Otto. Ele atira fatalmente nela na frente de Otto e Elisa. Elisa segura o corpo de Isabela e chora, enquanto Otto agarra Vicente, que é preso em seguida. Na delegacia, ele se senta ao lado de Fátima, Rose e Mauricio e é chamado para sua foto policial (tal cena se repete ao final dos três episódios seguintes, cada vez com o protagonista do episódio). Além disso, uma foto de Vicente aparece na primeira página de um jornal local com a manchete: “Filho de empresário falido mata noiva”. Os outros três eventos que acontecerão nos próximos episódios também são citados na mesma página. Em 2016, Vicente está prestes a ser libertado da prisão. Elisa, que pratica tiro, tenta terminar o relacionamento com o novo namorado Heitor (reitor de uma universidade local) e acaba revelando que o motivo é seu plano de executar Vicente assim que ele sair da prisão e enfrentar a acusação criminal que se seguirá, já que ela acha que o castigo dele não foi suficiente. Vicente sai da prisão e enquanto Elisa se prepara para matá-lo à distância com um tiro na cabeça, ele é saudado por uma criança (sua filha) e sua nova esposa, Regina. Elisa hesita e abaixa a pistola. |              |               |                                                                   |                                                                  |                        |                     |
| 2 | 2            | "Episódio 2"  | Teixeira, Lima, Figueiredo, Carvalho e Villamarim                 | Dias, Mesquita, Paraizo e Vitorino                               | 23 de agosto de 2016   | 28.4                |
| Em 2009, Fátima é empregada doméstica na casa de Elisa e mora na periferia com o marido Waldir, motorista de ônibus da empresa Euclydes, e os dois filhos, Jesus e Mayara. O vizinho é Douglas, sargento da Polícia Militar de Pernambuco que mora com a esposa e seu agressivo pastor alemão Furacão, que constantemente invade o quintal de Fátima e mata suas galinhas. Um dia, Waldir se envolve em uma briga de bar e fica gravemente ferido e consequentemente hospitalizado. Mais tarde naquela noite, Furacão ataca novamente, desta vez visando os filhos de Fátima. O policial consegue controlar seu cachorro, mas não antes de morder Jesus. Enfurecida, Fátima atira no animal. No dia seguinte, policiais revistam sua casa e encontram um pouco de cocaína. Ela é posteriormente presa e forçada a abandonar seus filhos, e imediatamente deduz que Douglas plantou a droga como vingança. Além disso, uma foto de Fátima aparece na primeira página de um jornal local com a manchete: “Exterminadora de cães era traficante de drogas”. Os outros três eventos ocorridos nos episódios anteriores e seguintes também são citados na mesma página. Em 2016, ela é libertada da prisão e segue para seu bairro, apenas para encontrar sua casa abandonada. Ela pega um facão e avista Douglas bêbado, que admite seu plano de prendê-la e nega saber do paradeiro de sua família. |              |               |                                                                   |                                                                  |                        |                     |
| 3 | 3            | "Episódio 3"  | Teixeira, Lima, Figueiredo, Carvalho e Villamarim                 | Dias, Mesquita, Paraizo e Vitorino                               | 25 de agosto de 2016   | 27.7                |
| Rose e sua mãe Zelita moram na casa de Lucy, onde Zelita trabalha como empregada doméstica. Tendo crescido juntas, Débora, filha de Rose e Lucy, são melhores amigas. Em 2009, Rose passa no vestibular para uma universidade local onde pretende estudar Jornalismo. Mais tarde, as duas vão a uma festa na praia para comemorar o aniversário de 18 anos de Rose. Lá, eles compram algumas drogas do namorado de Rose, Celso, que administra um quiosque naquela praia. Logo em seguida, policiais liderados por Douglas aparecem e revistam algumas pessoas, inclusive Rose, que é descoberta em posse de algumas drogas e posteriormente é presa. Débora, que também carregava algumas drogas, foi poupada da revista e autorizada a sair pelos policiais. Zelita fica decepcionada por Débora não ter ajudado Rose e sai da casa de Lucy. Além disso, uma foto de Rose aparece na primeira página de um jornal local com a manchete: “Traficante foi aprovada no vestibular”. Os outros três eventos ocorridos nos episódios anteriores e seguintes também são citados na mesma página. Em 2016, Rose é libertada da prisão e segue para a casa de Lucy, onde Débora mora sozinha com o marido, Marcelo, que relutantemente concorda em que Rose more lá por um breve período. As meninas vão a um restaurante onde Débora revela que foi estuprada enquanto Rose cumpria pena e que desde então não consegue engravidar. Rose garante que existe uma maneira de encontrar o estuprador e Débora manifesta sua vontade de fazê-lo. |              |               |                                                                   |                                                                  |                        |                     |
| 4 | 4            | "Episódio 4"  | Teixeira, Lima, Figueiredo, Carvalho e Villamarim                 | Dias, Mesquita, Paraizo e Vitorino                               | 26 de agosto de 2016   | 26.2                |
| Em 2009, o contador Mauricio visita a esposa, a dançarina Beatriz, no hospital, onde ela fica tetraplégica após atropelamento causado por Antenor. Ele filma seu último pedido, que é matá-la. No vídeo, ela garante que a decisão é dela e pede que Mauricio não seja julgado por isso. O contador então começa a matá-la injetando-lhe um coquetel de drogas. Três dias antes, é mostrado que Maurício trabalhava para Euclydes e acabara de saber da traição de Antenor. O ladrão se prepara para deixar o país e segue apressado para o aeroporto. Ao tentar ultrapassar um ônibus (dirigido por Waldir e tendo Rose e Débora como passageiras), acaba atropelando Beatriz, e o acidente é presenciado por Elisa, que jantava nas proximidades. Antenor verifica o local à distância, mas foge. Mais tarde naquela noite, Mauricio segue para a praia onde Débora e Rose comemoravam no momento em que a polícia estava prestes a sair. Ele compra de Celso algumas drogas que depois usará para matar Beatriz, como mostrado no início do episódio. Depois, ele é preso. Além disso, uma foto de Beatriz aparece na primeira página de um jornal local com a manchete: “Eutanásia: morre primeira bailarina do Teatro Pastora”. Os outros três eventos ocorridos nos episódios anteriores também são citados na mesma página. Em 2016, ele é libertado da prisão e Celso o busca. Com ajuda de Celso, eles arrecadam um dinheiro que Mauricio ganhou como contador de criminosos e com o qual pretende financiar um plano para matar Antenor, hoje candidato a governador de Pernambuco. |              |               |                                                                   |                                                                  |                        |                     |
| 5 | 5            | "Episódio 5"  | Teixeira, Lima, Figueiredo, Carvalho e Villamarim                 | Dias, Mesquita, Paraizo e Vitorino                               | 29 de agosto de 2016   | 27.1                |
| Elisa reflete com Heitor sobre sua hesitação em executar Vicente. O jovem lhe faz uma visita e pede perdão, mas ela recusa. Mesmo assim, ela permite que ele use o banheiro. No caminho, ele passa pelo quarto onde dormiam, onde chora e passa mal. Ele implora perdão mais uma vez, mas é expulso do apartamento porque Elisa o chama de assassino. Mais tarde, Heitor sai do prédio, encontra Vicente sentado na rua e lhe oferece uma carona para casa. No caminho, Heitor diz que Vicente pagou pelo crime, e o rapaz revela que tentou se matar diversas vezes até o nascimento da filha. No dia seguinte, Fátima faz uma visita a Elisa e pede emprego. Elisa diz que já tem uma empregada doméstica de longa data, mas lhe dá um salário integral atualizado. Mais tarde, ela passa no apartamento de Vicente e o observa com binóculos, depois vai embora. No dia seguinte, Heitor a apresenta como a nova professora de Filosofia do Direito. Assim que inicia a aula, ela avista Vicente sentado entre os alunos e sai da sala. Heitor tenta convencê-la de que Vicente está arrependido, mas ela ainda sente ódio demais por ele. No banheiro, uma estudante chamada Vanessa se esconde em uma das cabines e chora. Foi mostrado no início do episódio que a estudante foi, sem seu conhecimento, filmada anteriormente fazendo sexo oral em outro aluno (Téo Ferraz, filho de Antenor). O vídeo vazou para muitos estudantes da universidade. Depois de algumas tentativas de tirá-la do box, sua amiga Sara, Elisa e um segurança forçam a porta e descobrem que Vanessa se autodefenestrou e acabou gravemente ferida. Após a comoção, Téo é quase linchado, mas policiais (incluindo Douglas) contêm o corvo no momento em que Rose e Débora passam - ambos visitaram Heitor e pediram que Rose voltasse à universidade, mas o reitor nega, afirmando que por ela nunca ter sido matriculada, o sistema cedeu a vaga para outro aluno. Em busca de proteção, Téo aluga uma arma de Celso e entra na aula de Elisa. Todos os alunos ao seu redor vão para lugares mais distantes. Elisa fica indignada com a perturbação e diz que por mais equivocadas que tenham sido as ações, ninguém tem o direito de interromper a aula, até porque todos compartilharam o vídeo independente de criticarem Téo. Mais tarde, ela visita o túmulo de Isabela, onde Vicente mais uma vez lhe implora perdão.                                                                |              |               |                                                                   |                                                                  |                        |                     |
| 6 | 6            | "Episódio 6"  | Teixeira, Lima, Figueiredo, Carvalho e Villamarim                 | Dias, Mesquita, Paraizo e Vitorino                               | 30 de agosto de 2016   | 28.5                |
| Fátima acorda uma noite em casa e percebe que a casa de Douglas está pegando fogo. Ela o resgata e apaga o fogo. Douglas se sente arruinado porque sua esposa Kellen o deixou há algum tempo por Celso. No dia seguinte, ele informa a Fátima que sua filha Mayara foi vista pela última vez trabalhando na praia como uma prostituta chamada Susy. Lá, ela conversa com um cafetão, que lhe entrega um catálogo de prostitutas, mas Mayara não está listada. Posteriormente, ela conhece Elisa conforme descrito no episódio acima e se dirige a um bar onde compra comida de Regina, faz compras e toma um drink perto de um músico amador (Firmino). Mais tarde naquela noite, Douglas faz uma cópia da foto de Mayara e vai à praia procurá-la na manhã seguinte. Ele finalmente descobre que ela trabalha para Celso e o confronta do lado de fora de seu quiosque, sem sucesso. Enquanto isso, Fátima começa a vender comida nas ruas e reencontra Firmino, que oferece amostras grátis de sua comida a alguns operários da construção civil. Mais tarde, ela é roubada por três crianças sem-teto. Ela pega um deles e descobre que é seu filho Jesus, que ela solta com a bolsa. Mais tarde, o menino percebe que ela é sua mãe e usa o dinheiro roubado para comprar uma passagem de ônibus de volta para casa. Mais tarde, os dois se reencontram. No dia seguinte, Fátima finalmente encontra Mayara na casa do cafetão onde trabalha para Kellen, que desconhece sua verdadeira identidade. Elas têm uma breve conversa antes que ela se reúna com seus colegas para uma viagem. Fátima observa enquanto o carro cheio de prostitutas sai da garagem. |              |               |                                                                   |                                                                  |                        |                     |
| 7 | 7            | "Episódio 7"  | Teixeira, Lima, Figueiredo, Carvalho e Villamarim                 | Dias, Mesquita, Paraizo e Vitorino                               | 1 de setembro de 2016  | 26.3                |
| Débora diz a Marcelo que pode haver uma maneira de localizar seu estuprador, mas ele diz que ela deveria esquecer isso. Mais tarde, ela se junta a Rose em uma visita ao túmulo de sua mãe, depois vão à praia e Celso oferece emprego a Rose em seu quiosque, que ela aceita. Ela também volta à prisão para visitar uma amiga, que pede que ela leve a filha para a irmã, com um pouco de cocaína escondida na fralda do bebê. Ela leva o bebê às escondidas para a casa de Marcelo, mas ele e Débora descobrem e Marcelo fica infeliz. No dia seguinte, ela faz a entrega e segue com Débora para a universidade para tentar o caminho de volta à faculdade conforme descrito no episódio 5 acima. Kellen aparece no quiosque de Celso e fica brava com Rose para impedi-la de tentar ficar com o namorado. Na manhã seguinte, Débora fica sabendo de um estupro ocorrido no mesmo beco onde foi violentada. Ela visita a vítima no hospital e descobre que foi o mesmo cara que a estuprou. Com base em suas descrições, um amigo de Celso desenha uma composição facial do criminoso. É mostrado que o estuprador trabalha como zelador de janelas e usa sua posição para espiar as mulheres dentro de seus apartamentos. Também é revelado que Marcelo matou acidentalmente o próprio irmão na juventude, brincando com a arma do pai, por isso rejeita o uso da violência como resposta ao estupro. |              |               |                                                                   |                                                                  |                        |                     |
| 8 | 8            | "Episódio 8"  | Teixeira, Lima, Figueiredo, Carvalho e Villamarim                 | Dias, Mesquita, Paraizo e Vitorino                               | 2 de setembro de 2016  | 27.5                |
| Mauricio chora ao ver um vídeo dele com Beatriz. Mais tarde, ele e Celso conhecem Antenor e propõem um apoio à sua campanha com dinheiro do bordel de Celso. É tudo um plano para se aproximar de Antenor sem levantar suspeitas. Kellen leva o político para um passeio pelo local e depois o deixa com Susy. No dia seguinte, Mauricio e Celso se reencontram com Antenor em seu iate, mas o encontro é interrompido quando seu filho, Téo, liga para ele para conversar sobre os acontecimentos mostrados no episódio 5. Antenor segue para a universidade e acerta um acordo com Heitor. para que não haja comentários sobre isso na imprensa. Maurício compra um helicóptero para Antenor e o sabota. Mais tarde, ele, Antenor e Celso pousam em uma mansão onde Kellen e Susy os aguardam e Antenor sai com o helicóptero. Mais tarde, Celso assiste ao noticiário e fica sabendo que o plano de Maurício funcionou, mas Antenor sobreviveu. Téo desconfia, mas Antenor ainda confia no contador. O candidato dá entrevista coletiva para comentar o incidente. |              |               |                                                                   |                                                                  |                        |                     |
| 9 | 9            | "Episódio 9"  | Teixeira, Lima, Figueiredo, Carvalho e Villamarim                 | Dias, Mesquita, Paraizo e Vitorino                               | 5 de setembro de 2016  | 27.1                |
| Vicente conta para Elisa que Isabela estava grávida dele, mas ela abortou a criança. A professora fica chocada com a revelação, mas oferece carona a Vicente até a universidade. Ao chegarem, Téo está ameaçando colegas com uma arma após descobrir que seu carro foi vandalizado e Vanessa filma toda a ação. Elisa saca sua arma com um tiro e o desarma com sucesso. Mais tarde, na aula, ela é aplaudida pelos alunos, mas considera a recepção desnecessária e esclarece que pode portar arma. Téo é expulso da universidade apesar das tentativas do pai de diminuir o incidente e Celso exige que ele mande consertar a pistola. Mais tarde, Elisa diz a Heitor que agora concorda que Vicente se arrepende de seus atos. Naquela noite, Regina repreende Vicente por ainda ter uma foto de Isabela e pede que ele enterre seu passado. No dia seguinte, Vicente leva a filha (também chamada Isabela) à universidade, onde ela é apresentada a Elisa. Os três vão a um restaurante e jantam enquanto Regina tenta, sem sucesso, ligar para ele em um bar onde Vânia faz karaokê desafinada. No restaurante, Vicente conta a Elisa que seu pai morreu de infarto logo após sua prisão. Elisa pergunta-lhe se alguma vez pensou em vingança, ao que Vicente responde que não tem dinheiro nem provas de que Antenor roubou o pai e que só quer reconstruir a vida. Isabela pede que Elisa seja sua madrinha de batismo e Elisa aceita. Na cerimônia, Regina, incomodada com a presença de Elisa, arranha secretamente o carro dela com a unha. |              |               |                                                                   |                                                                  |                        |                     |
| 10 | 10           | "Episódio 10" | Teixeira, Lima, Figueiredo, Carvalho e Villamarim                 | Dias, Mesquita, Paraizo e Vitorino                               | 6 de setembro de 2016  | 19.7                |
| Mayara faz uma visita à mãe. Ela lhe dá um colar que roubou de um cliente para ganhar algum dinheiro, mas Fátima rejeita "dinheiro sujo". Mais tarde, Jesus diz à irmã que pode vendê-lo. Enquanto isso, Téo compra uma arma de Douglas na casa dele. Fátima compra comida e descobre que Jesus enganou um de seus clientes para que deixasse um troco maior. Ela o repreende e manda que devolva o dinheiro ao operário da construção civil - aquele que canta no bar. Jesus vende o colar para Celso, mas ele é seguido por ex-amigos de rua que querem uma parte dele. Enquanto se esconde dentro de um barco, ele vê sua mãe caindo em um cais quebrado e é forçado a se revelar. Mais tarde, ele pede a Douglas que o ajude a localizar os meninos no momento em que eles tentam roubar Regina na praia e recupera parte do dinheiro. Kellen descobre fotos de Rose com o colar no celular de Celso e confronta Mayara por tê-lo vendido para Celso. Douglas seduz Irene, que trabalha na lanchonete da universidade. |              |               |                                                                   |                                                                  |                        |                     |
| 11 | 11           | "Episódio 11" | Teixeira, Lima, Figueiredo, Carvalho e Villamarim                 | Dias, Mesquita, Paraizo e Vitorino                               | 8 de setembro de 2016  | 24.5                |
| Débora faz uma tatuagem em si mesma, para surpresa de Marcelo e Rose. Mais tarde, o casal vai a um centro de adoção local para entregar os papéis e Marcelo encontra a foto facial do estuprador em sua bolsa. Posteriormente, ele deixa Débora temporariamente, pois quer constituir família e ela só quer vingança. Celso e Rose passam uma noite juntos e ele dá a ela o colar que comprou de Jesus. Kellen observa por trás de uma árvore enquanto eles se despedem com um beijo. No dia seguinte, Mayara se aproxima de Rose se apresentando como Andréia e faz perguntas sobre Celso. Mais tarde, Lucy pede que Rose não fale mais sobre o estuprador com Débora. Rose concorda, mas sai imediatamente com Celso porque ele avistou o estuprador. Débora é informada, deixa crianças sozinhas na sala de aula (inclusive Isabela) e se dirige ao local onde o criminoso está sendo espancado pelos capangas de Celso. Ao olhar mais de perto o rosto dele, ela descobre que ele é o cara errado. Sentindo-se culpada, ela o leva para casa mesmo após ser avisada de que ele é um ladrão. Marcelo volta e fica furioso com o resultado da cruzada de Elisa. Ele a abandona permanentemente. Mais tarde naquela noite, o criminoso rouba alguns objetos e foge. Pela manhã, as meninas descobrem o roubo. Mais tarde, Débora é demitida por abandonar os filhos. |              |               |                                                                   |                                                                  |                        |                     |
| 12 | 12           | "Episódio 12" | Teixeira, Lima, Figueiredo, Carvalho e Villamarim                 | Dias, Mesquita, Paraizo e Vitorino                               | 9 de setembro de 2016  | 25.9                |
| Com a ajuda de Antenor, o negócio de Kellen finalmente pode funcionar legalmente, agora com o nome de "Snack Night Club". Porém, a bêbada Vânia rastreia Antenor e o confronta sobre seu relacionamento com Mayara, dando-lhe um tapa no processo. Na manhã seguinte, ele repreende ela e Téo por atrapalharem constantemente sua campanha. Ele também confisca os cartões de crédito de Téo. Posteriormente é mostrado que ele roubou os próprios pais para conseguir o dinheiro e os objetos que utilizou para comprar uma arma de Douglas, como mostra o episódio 10. Antenor é visto posteriormente tentando comprar o silêncio de Vanessa sobre as ações de Téo. Maurício avisa a Celso que desistiu de matar Antenor, mas ainda quer arruinar sua vida. Ele faz Celso seguir Vânia e depois a seduz no karaokê onde ela foi vista cantando enquanto Regina se abrigava da chuva no episódio 9. Mais tarde, Vânia lhe conta vários segredos sujos do marido, que ele registra secretamente. |              |               |                                                                   |                                                                  |                        |                     |
| 13 | 13           | "Episódio 13" | Teixeira, Lima, Figueiredo, Carvalho e Villamarim                 | Dias, Mesquita, Paraizo e Vitorino                               | 12 de setembro de 2016 | 24.7                |
| Regina fica com ciúmes porque Vicente pensa em aceitar uma vaga na biblioteca da universidade oferecida por Elisa. Elisa oferece a Fátima a oportunidade de trabalhar cobrindo as férias da empregada doméstica. Ao fazer a limpeza, ela encontra uma caixa, que Elisa abre, apenas para encontrar algumas fotos de Isabela e Vicente e um bilhete que ela deixou criticando o hábito de beber de Vicente. Vicente visita Elisa para discutir seu projeto de mestrado, que Elisa coordenará. Elisa o deixa no prédio de Vicente e eles se beijam. Débora vê de longe e confronta Elisa na lanchonete da universidade, discussão que Sara registra secretamente e envia para Heitor. Mais tarde, Vicente e Regina discutem sobre a indignação de Regina. Enquanto isso, Sara entrevista Heitor e começa a apresentar sinais de reação alérgica. Heitor a leva a uma farmácia e depois eles jantam e fazem sexo. Heitor se sente culpado e Sara deixa secretamente um sutiã embaixo da cadeirinha do carro. Mais tarde naquela noite, Elisa se lembra de Isabela lhe revelando que nunca terminou o ensino médio e que passou vários meses do último ano matando aula para passear pela cidade. No dia seguinte, Heitor confronta Elisa sobre o vídeo que recebeu da discussão dela. Mais tarde, ele revela a Vicente o plano abortado de matá-lo. Mais tarde, Elisa encontra o sutiã de Sara e sai do carro de Heitor. Naquela noite, Vicente vai até a casa de Elisa para confrontá-la sobre seu plano de matá-lo. Eles têm uma discussão emocional, mas acabam se beijando. |              |               |                                                                   |                                                                  |                        |                     |
| 14 | 14           | "Episódio 14" | Teixeira, Lima, Figueiredo, Carvalho e Villamarim                 | Dias, Mesquita, Paraizo e Vitorino                               | 13 de setembro de 2016 | 24.4                |
| Fátima encontra um recipiente cheio de cocaína enterrado em seu quintal. Ela joga um pouco na cara de Douglas no momento em que ele a convida para ser madrinha no casamento dele com Irene. Douglas então se lembra de como Kellen sugeriu que ele plantasse a droga na casa de Fátima enquanto cavava uma cova para Furacão. Ele então diz a Fátima que sente muito. Fátima acredita nele e aceita o convite por respeito a Irene - a quem Douglas posteriormente pede em casamento. Douglas vai ao clube de Kellen, convida-a para o casamento e por pouco escapa de ser seduzido por ela. Mais tarde, o estuprador aparece no restaurante onde Firmino trabalha e conversa com ele em particular. É revelado que ele se chama Osvaldo e eles são irmãos. Ele pede abrigo a Firmino, mas o músico recusa veementemente. No dia seguinte, é revelado que Fátima é obrigada a dar comida a um policial para poder operar no canteiro de obras. Kellen tira uma foto de Mayara conversando com Rose e a confronta sobre isso. Mayara finalmente revela sua verdadeira identidade para ela e admite que só entrou no clube para vingar os pais. Kellen fere o braço dela com uma lâmina e sai. A menina é internada, mas Celso quer que tudo não passe de um mero acidente de trabalho. Fátima aceita, mas exige a demissão da filha. Mais tarde, ela vai ao clube de Kellen e a avisa para não tocar em sua filha novamente. |              |               |                                                                   |                                                                  |                        |                     |
| 15 | 15           | "Episódio 15" | Teixeira, Lima, Figueiredo, Carvalho e Villamarim                 | Dias, Mesquita, Paraizo e Vitorino                               | 15 de setembro de 2016 | 25.9                |
| Débora avista Osvaldo no prédio de Elisa. Enquanto isso, Rose faz um teste de gravidez, que dá positivo. Débora conta sua descoberta e Rose recomenda que ela deixe de lado a vingança. Débora fica decepcionada porque Rose também tenta desanimá-la. Mais tarde, ela vai até o prédio de Elisa e consegue o contato da empresa de Osvaldo. Enquanto isso, Mayara conversa mais uma vez com Rose e revela seu verdadeiro nome e sua intenção de vingar a tragédia de sua família. Débora segue Osvaldo por uma rua. Ele percebe e a força a entrar em seu carro, onde tenta outro estupro, mas ela consegue se libertar. Ele então a avisa para não segui-lo novamente e vai embora. Ao chegar em casa, ela é visitada por uma assistente social disposta a verificar sua casa e avaliar sua capacidade de adotar uma criança. Rose chega alguns minutos depois e Débora a apresenta como empregada doméstica, o que a ofende. Mais tarde, Rose revela sua gravidez para Celso e ele fica feliz por ser pai. Marcelo faz uma visita a Débora e diz que não está disposto a voltar para ela enquanto ela buscar vingança. Rose é informada que seu amigo da prisão morreu e pensa em adotar seu filho. Naquela noite, ela sai da casa de Débora para ir morar com Celso. Débora conta que encontrou o estuprador e pede novamente ajuda a Celso. Mais tarde, Marcelo volta e pergunta se ela colocou Rose para fora e se desistiu de Osvaldo. Ela mente e eles fazem sexo. |              |               |                                                                   |                                                                  |                        |                     |
| 16 | 16           | "Episódio 16" | Teixeira, Lima, Figueiredo, Carvalho e Villamarim                 | Dias, Mesquita, Paraizo e Vitorino                               | 16 de setembro de 2016 | 25.7                |
| Mauricio grava um vídeo de Vânia bêbada listando uma série de crimes cometidos pelo marido. Mais tarde, na boate, ele avisa a Celso que podem acabar com Antenor com isso. Celso conta a Kellen que Rose está grávida dele e que irá morar com ele, obrigando a cafetina a dividir quarto com as prostitutas de seu clube. Ela passa o dia seguinte acompanhando Celso e tira uma foto de Mayara conversando com Rose no quiosque dele. Naquela noite, Antenor e Vânia estão bêbados e brigam, com Vânia saindo ferida. Na manhã seguinte, Antenor dá algum dinheiro a Vânia para se desculpar pela briga e diz que ela pode encontrar mais em uma de suas falsas ONGs. Vânia grava secretamente a conversa. Ela também desempacota algum dinheiro que Celso enviou a Antenor para financiar sua campanha. Mais tarde, Mauricio faz com que ela entregue uma entrevista em vídeo para Lucy na qual ela revela os crimes de Antenor. No meio de um debate ao vivo na televisão, o vídeo vai ao ar e a população reage imediatamente com protestos contra o candidato. Vânia vai para um hotel onde espera encontrar Mauricio, que está em outro ponto da cidade tomando um drink, contemplando um outdoor da campanha de Antenor e relembrando o acidente de Beatriz. |              |               |                                                                   |                                                                  |                        |                     |
| 17 | 17           | "Episódio 17" | Teixeira, Lima, Figueiredo, Carvalho e Villamarim                 | Dias, Mesquita, Paraizo e Vitorino                               | 16 de setembro de 2016 | 25.7                |
| Regina invade o apartamento de Elisa pela manhã e tem uma discussão acalorada com Vicente e Elisa. O casal vai para casa e Elisa se sente culpada por dormir com o assassino da própria filha. Além disso, Vicente sai do apartamento de Regina. Heitor está realizando uma sessão de autógrafos para seu novo livro, onde Sara atua como assistente. Elisa passa e discute com Sara quando esta provoca a primeira. Mais tarde, ela diz a Heitor que deveria ter matado Vicente. Enquanto isso, Vicente recebe algum dinheiro de Antenor, que deixa claro que não admite ter roubado Euclydes. Na manhã seguinte, ele dá uma parte para Regina e diz que vai consertar sua vida. Heitor leva Elisa até uma ponte onde ela joga a arma na água. Vicente tem seu projeto de mestrado aprovado, mas Elisa não será mais sua coordenadora. Depois, ele oferece uma carona para Elisa e ela diz que nunca o perdoará, mas que agora está se sentindo melhor. Um caminhão bate repentinamente no carro deles e Vicente sofre ferimentos graves. Elisa hesita em ligar para a emergência e ele morre. No funeral, Regina diz a Elisa que suspeita que ela tenha algo a ver com a morte dele. Mais tarde, Elisa finalmente se desfaz dos pertences de Isabela. Regina é vista praticando com uma pistola em um prédio abandonado. |              |               |                                                                   |                                                                  |                        |                     |
| 18 | 18           | "Episódio 18" | Teixeira, Lima, Figueiredo, Carvalho e Villamarim                 | Dias, Mesquita, Paraizo e Vitorino                               | 22 de setembro de 2016 | 25.8                |
| É mostrado que Irene impôs uma alimentação saudável à casa de Douglas e ele se esconde constantemente dela para comer suas comidas preferidas. Após o incidente ocorrido no início do episódio anterior, Fátima pede demissão do emprego na casa de Elisa. No dia seguinte, ela confronta o policial que a extorque todos os dias no canteiro de obras e ele a leva em seu carro para passear com outros dois colegas. Jesus fotografa o carro saindo e pede ajuda a Firmino e Douglas. Os policiais levam Fátima para um prédio abandonado onde ela recebe ordem de atirar em um homem morto. Ela se recusa e atira no policial. Os policiais a perseguem dentro do prédio, mas Douglas e Firmino a resgatam. Naquela noite, Kellen retorna para Douglas e eles prontamente retomam o relacionamento diante de Irene chocada, que sai de casa humilhada. Enquanto isso, Fátima e Firmino passam uma noite juntos. Na manhã seguinte, Fátima dá a Douglas um novo cachorrinho e fica chocada ao ver que Kellen está de volta. Douglas avisa a Fátima que viajará com Kellen e o cachorro e deixa sua casa e a bicicleta de Kellen com ela para que ela possa vendê-los e receber em troca uma parte do lucro. Mais tarde, em um resort de praia, Kellen diz a Douglas que planeja construir outra boate com algum dinheiro que trouxe. Enquanto isso, Firmino, Fátima e seus filhos preparam uma noite musical para a comunidade no quintal de Fátima onde Firmino canta e lhe pede em casamento. Ela aceita. |              |               |                                                                   |                                                                  |                        |                     |
| 19 | 19           | "Episódio 19" | Teixeira, Lima, Figueiredo, Carvalho e Villamarim                 | Dias, Mesquita, Paraizo e Vitorino                               | 20 de setembro de 2016 | 26.1                |
| Celso apresenta Débora a dois de seus capangas. Eles deveriam ajudá-la a lidar com Osvaldo. Uma amiga de Rose que deveria cuidar da filha da amiga de Rose na prisão é presa por venda de drogas e Rose assume a responsabilidade pelo bebê. Marcelo avisa a Débora que vão adotar um bebê de um mês e que a assistente social fará uma visita no dia seguinte - justamente quando Débora deveria ir atrás de Osvaldo. Naquela noite, ela se lembra da última tentativa de Osvaldo de atacá-la. Pela manhã, ela sai pouco antes da chegada da assistente social e avisa a Marcelo que vai à farmácia. Porém, ela entra em um carro com os capangas de Celso e juntos seguem Osvaldo até terem a chance de capturá-lo. Os dois homens o espancaram até deixá-lo caído no chão para Débora fazer o que ela quiser. Ele diz a ela que vai sair da prisão e estuprá-la novamente porque “é isso que ela quer e gosta”. Débora perde o controle e o espanca até a morte com um cano de metal. Enquanto isso, a assistente social, que já estava na casa deles, começa a questionar se Débora quer mesmo a adoção. Marcelo vai atrás dela e fica sabendo do ocorrido em sua escola e de sua demissão. Ao voltar para casa, encontra as roupas ensanguentadas de Débora e elas o levam a um bilhete com instruções sobre como chegar ao corpo de Osvaldo. Lá, ele encontra outro bilhete, no qual Débora conta sua história de estupro, admite seu assassinato e diz “não foi vingança, mas justiça”. Ela é vista pedindo carona em uma rodovia. Marcelo se desfaz do bilhete. Lucy é enviada para cobrir o achado do corpo de Osvaldo e chora ao ver o pingente que deu a Débora em um episódio anterior. Mais tarde, na Boate Snack, Celso e Rose se preparam para se mudar para outro local e ter uma breve conversa com Mauricio. Mais tarde, no estacionamento do clube, Mauricio é ferido em um atentado contra sua vida, frustrado pelos guardas de Celso. |              |               |                                                                   |                                                                  |                        |                     |
| 20 | 20           | "Episódio 20" | Teixeira, Lima, Figueiredo, Carvalho e Villamarim                 | Dias, Mesquita, Paraizo e Vitorino                               | 23 de setembro de 2016 | 25.7                |
| Mauricio assiste a um vídeo de Beatriz dançando. Kellen faz uma última visita a Celso, recolhe suas coisas e distribui algumas de suas roupas para suas prostitutas como presente de despedida. Mais tarde, ela vai ao apartamento de Celso e encontra parte do dinheiro que Mauricio arrecadou, que depois mostra a Douglas como visto no episódio 18. Celso fica furioso ao saber do roubo dela, mas Mauricio diz que ela ganhou o dinheiro com seu trabalho na boate. Mauricio avisa a Vânia que vai embora da cidade sem ela. Ela o acusa de usá-la, e ele responde explicando que os dois queriam acabar com Antenor e conseguiram. Antenor tenta almoçar em um restaurante, mas é obrigado a sair após Sara e muitos outros clientes protestarem contra ele. Mais tarde, Téo descobre onde Vânia está escondida e Antenor vai confrontá-la em seu quarto de hotel. Eles discutem e ela se autodefenesta até a morte. Em seu funeral, Antenor conta à imprensa que descobriu outra mulher que ele tinha, o que a levou à traição e ao suicídio. Ao sair do cemitério, ele é preso porque a CCTV do hotel o flagrou saindo do local logo após a morte de Vânia, tornando-o suspeito de homicídio. Téo afirma à imprensa que se sente traído e que pretende entrar na política no futuro para corrigir os erros do pai. Mauricio e Celso assistem ao noticiário e comemoram. Mais tarde, ele vai ver Antenor na prisão e finalmente se revela marido da mulher que Antenor havia atropelado e fugido sete anos antes. Antenor diz sarcasticamente que não matou Vânia, mas Maurício matou Beatriz. Maurício responde que a justiça é irônica e que Antenor, tendo cometido inúmeros crimes, foi preso por aquele que não cometeu. Mais tarde, Mauricio sofre um atentado contra sua vida, como mostrado no episódio anterior. Ao lado de sua cama de hospital, Celso diz que podem pegar Antenor novamente. Um telejornal exibe o vídeo de Antenor sendo expulso do restaurante e Maurício diz que a vida vai cuidar dele. Ele sai da cidade e vai até Débora enquanto ela pede carona. A cena final mostra um jornal sendo impresso com manchetes que dizem: “Candidato Antenor Ferraz é preso, mas filho anuncia candidatura”; “Acidente mata motorista em cruzamento” (referindo-se à morte de Vicente); “Turismo sexual levanta na cidade” (com foto de Mayara com cliente); e “Corpo de estuprador é encontrado em casa abandonada” (referindo-se à morte de Osvaldo). |              |               |                                                                   |                                                                  |                        |                     |

## Exibição
Antes da estreia na TV, os quatro primeiros episódios de Justiça foram liberados antecipadamente para os assinantes do Globoplay, plataforma de vídeos sob demanda do canal. Os episódios foram disponibilizados em 18 de agosto. Após a primeira semana, os episódios seguintes passaram a ser disponibilizados algumas horas antes da exibição na TV, seguindo o dia de exibição.
Justiça é exibida sequencialmente na primeira linha de shows, logo após a novela das 21h, Velho Chico, de segunda a sexta-feira, com exceção das quartas. O primeiro episódio foi ao ar em 22 de agosto de 2016. De acordo com o Sistema de Classificação Indicativa Brasileiro, a minissérie foi autoclassificada pelo canal e está sendo exibida como "Não recomendada para menores de 16 anos".

### Exibição internacional
Estreou no Uruguai, através da Teledoce, com o título Justicia, em 3 de dezembro de 2018, no horario das 22h15 de Segunda a Quinta, substituindo à série norte-americana La Reina del Sur que começou a ser exibida às 23h15 após o término da telenovela chilena Perdona Nuestros Pecados.

## Trilha Sonora

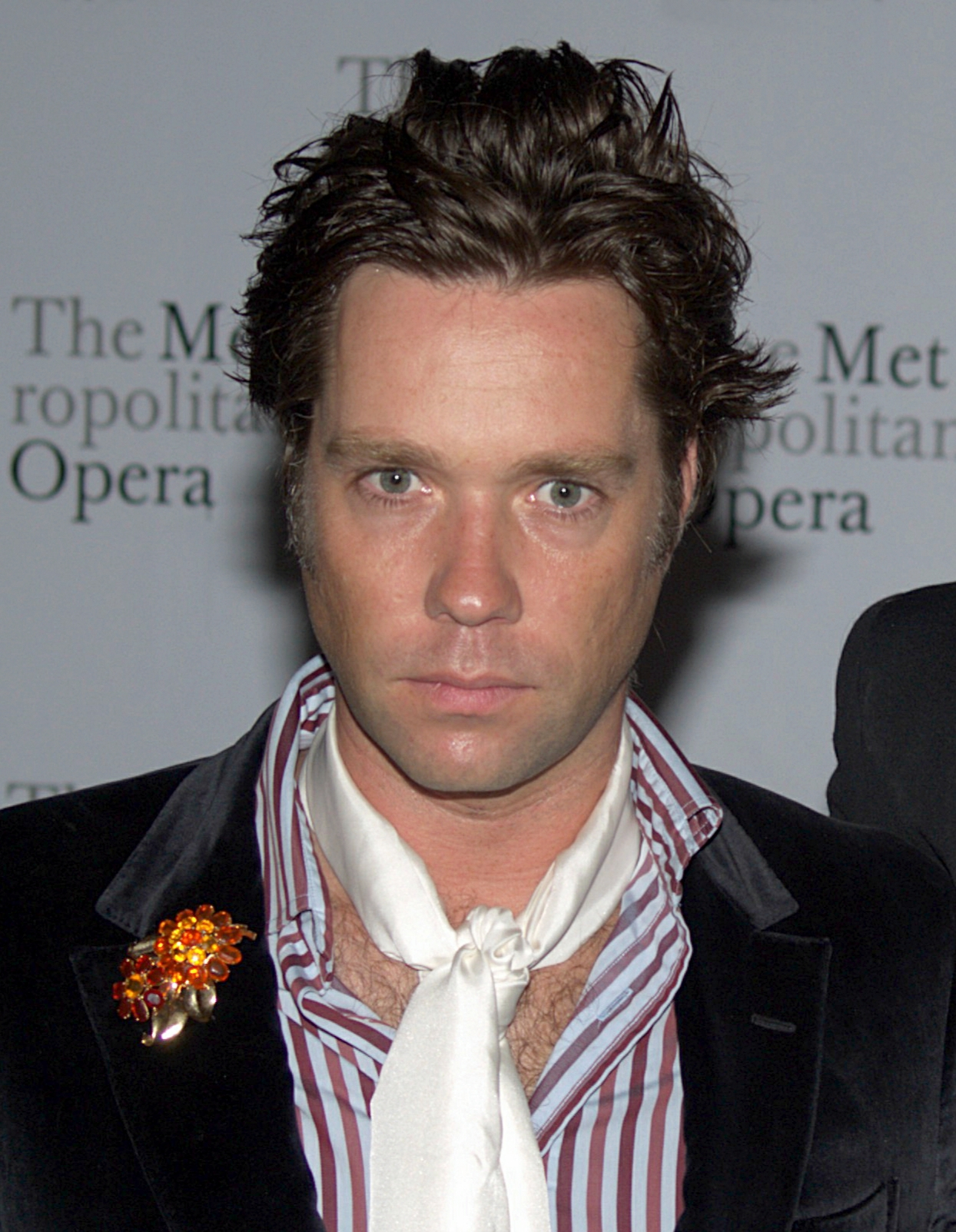
Rufus Wainwright interpreta o tema central da minissérie, um cover de Leonard Cohen.

Justiça tem como tema principal a canção "Hallelujah", um cover de Rufus Wainwright para a canção de Leonard Cohen, que é executada em algumas cenas e nos trailers. A primeira temporada, chamada na época de minissérie, conta com as seguintes canções:
Justiça (Trilha Sonora da Minissérie)
| N.º            | Título                                                 | Artista(s)                        | Duração |  |
| 1.             | "Hallelujah" (canção original de Leonard Cohen)        | Rufus Wainwright                  | 4:08    |  |
| 2.             | "Risoflora"                                            | Elba Ramalho                      | 4:00    |  |
| 3.             | "Pedaço de Mim"                                        | Chico Buarque e Zizi Possi        | 3:17    |  |
| 4.             | "Crua"                                                 | Otto                              | 3:30    |  |
| 5.             | "Último Romance"                                       | Los Hermanos                      | 4:23    |  |
| 6.             | "Dona da Minha Cabeça"                                 | Geraldo Azevedo                   | 3:25    |  |
| 7.             | "Vamos Fugir" (canção original de Skank)               | Gilberto Gil                      | 5:37    |  |
| 8.             | "Amor Perfeito"                                        | Roberto Carlos                    | 4:54    |  |
| 9.             | "Revelação"                                            | Fagner                            | 4:17    |  |
| 10.            | "Gente Aberta"                                         | Erasmo Carlos                     | 2:20    |  |
| 11.            | "Tempo de Estilo"                                      | Caetano Veloso                    | 5:08    |  |
| 12.            | "Pense em Mim" (canção original de Leandro & Leonardo) | Johnny Hooker                     | 3:08    |  |
| 13.            | "Chão de Giz"                                          | Zé Ramalho                        | 4:47    |  |
| 14.            | "Acabou Chorare"                                       | Novos Baianos                     | 4:13    |  |
| 15.            | "O Que Será? (À flor da pele)"                         | Chico Buarque e Milton Nascimento | 4:13    |  |
| 16.            | "Candy"                                                | Iggy Pop                          | 4:13    |  |
| 17.            | "O Bobo"                                               | Cícero                            | 3:41    |  |
| 18.            | "Gracias a la vida" (canção original de Mercedes Sosa) | Elis Regina                       | 4:23    |  |
| 19.            | "Fui Fiel"                                             | Pablo                             | 3:26    |  |
| 20.            | "É o Amor"                                             | Zezé Di Camargo & Luciano         | 3:22    |  |
| 21.            | "Justiça / Contrastes"                                 | Eduardo Queiroz                   | 3:05    |  |
| Duração total: | Duração total:                                         | Duração total:                    | 1:20:27 |  |

## Repercussão

### Análise da crítica
Após a primeira semana de exibição da minissérie, Henrique Haddefinir fez para o site Omelete uma avaliação individual dos episódios, baseada na premissa da minissérie. De todas as histórias contadas, Haddefinir apontou que a de Rose (Jéssica Ellen) "pode enfraquecer a coerência do roteiro se não for bem controlada" por ter uma subversão em sua busca por justiça, em relação aos demais personagens principais. Com base nos trailers, Justiça é definida como "sombria e pesada" e sua iniciativa por apresentar um texto complexo na televisão aberta é apontada como ponto positivo.

### Audiência
Em seu primeiro capítulo, a minissérie registra 29,6 pontos de média e 49% de share no Ibope em São Paulo, aumentando a audiência do horário em 30% No segundo capítulo, a trama conseguiu 28 pontos e 44% de participação Os episódios seguintes mantiveram os bons resultados iniciais.

### Prêmios e indicações
| Ano  | Prêmio                    | Categoria                           | Indicação            | Resultado | Ref.   |
| ---- | ------------------------- | ----------------------------------- | -------------------- | --------- | ------ |
| 2016 | Prêmio Extra de Televisão | Melhor Série                        | Manuela Dias         | Venceu    | [ 48 ] |
| 2016 | Prêmio Extra de Televisão | Melhor Atriz                        | Adriana Esteves      | Venceu    | [ 48 ] |
| 2016 | Prêmio Extra de Televisão | Melhor Atriz                        | Débora Bloch         | Indicado  | [ 48 ] |
| 2016 | Prêmio Extra de Televisão | Melhor Ator                         | Jesuíta Barbosa      | Indicado  | [ 48 ] |
| 2016 | Prêmio Extra de Televisão | Melhor Atriz Coadjuvante            | Leandra Leal         | Indicado  | [ 48 ] |
| 2016 | Prêmio Extra de Televisão | Melhor Ator Coadjuvante             | Enrique Díaz         | Indicado  | [ 48 ] |
| 2016 | Prêmio Extra de Televisão | Revelação Feminina                  | Camila Márdila       | Indicado  | [ 48 ] |
| 2016 | Prêmio Extra de Televisão | Melhor Ator/Atriz Mirim             | Tobias Carrieres     | Indicado  | [ 48 ] |
| 2016 | Troféu APCA               | Melhor Série                        | Manuela Dias         | Venceu    | [ 49 ] |
| 2016 | Troféu APCA               | Melhor Diretor                      | José Luiz Villamarim | Venceu    | [ 49 ] |
| 2016 | Troféu APCA               | Melhor Ator                         | Enrique Díaz         | Indicado  | [ 49 ] |
| 2016 | Troféu APCA               | Melhor Atriz                        | Adriana Esteves      | Indicado  | [ 49 ] |
| 2016 | Troféu APCA               | Melhor Atriz                        | Débora Bloch         | Indicado  | [ 49 ] |
| 2016 | Melhores do Ano           | Melhor Ator de Série ou Minissérie  | Cauã Reymond         | Indicado  | [ 50 ] |
| 2016 | Melhores do Ano           | Melhor Ator de Série ou Minissérie  | Jesuíta Barbosa      | Venceu    | [ 50 ] |
| 2016 | Melhores do Ano           | Melhor Atriz de Série ou Minissérie | Adriana Esteves      | Venceu    | [ 50 ] |
| 2016 | Melhores do Ano           | Melhor Atriz de Série ou Minissérie | Débora Bloch         | Indicado  | [ 50 ] |
| 2016 | Prêmio Quem de Televisão  | Melhor Atriz                        | Adriana Esteves      | Venceu    | [ 51 ] |
| 2016 | Prêmio Quem de Televisão  | Melhor Atriz                        | Débora Bloch         | Indicado  | [ 51 ] |
| 2016 | Prêmio Quem de Televisão  | Melhor Ator                         | Cauã Reymond         | Indicado  | [ 51 ] |
| 2016 | Prêmio Quem de Televisão  | Melhor Ator                         | Vladimir Brichta     | Indicado  | [ 51 ] |
| 2016 | Prêmio Quem de Televisão  | Melhor Atriz Coadjuvante            | Drica Moraes         | Indicado  | [ 51 ] |
| 2016 | Prêmio Quem de Televisão  | Melhor Ator Coadjuvante             | Enrique Díaz         | Indicado  | [ 51 ] |
| 2016 | Prêmio Quem de Televisão  | Melhor Autor                        | Manuela Dias         | Indicado  | [ 51 ] |
| 2017 | Emmy Internacional        | Melhor Série Dramática              | Manuela Dias         | Indicado  | [ 52 ] |
| 2017 | Emmy Internacional        | Melhor Atriz                        | Adriana Esteves      | Indicado  | [ 52 ] |

### Controvérsias
Em 26 de agosto, a Polícia Militar do Estado do Rio de Janeiro (PMERJ) publicou uma nota assinada pelo coronel Oderlei Santos, Coordenador de Comunicação Social da PMERJ, em repúdio à minissérie. A nota questiona a escolha de um policial para o papel de vilão, no caso, o personagem Douglas, interpretado por Enrique Díaz, afirmando que a minissérie "deseduca o cidadão. Estimula o desrespeito à Polícia" e pede boicote por parte dos Policiais Militares. O departamento de comunicação da Globo respondeu afirmando que "não tem a intenção de ofender qualquer profissão ou instituição" pelo fato de Justiça ser uma obra de ficção e que os personagens não tem qualquer relação com a realidade.